# 3476 Dongguan
3476 Dongguan (1978 UF2) là một tiểu hành tinh vành đai chính được phát hiện ngày 28 tháng 10 năm 1978 bởi Đài thiên văn Tử Kim Sơn ở Nanking.